# Otos
Otos település Spanyolországban, Valencia tartományban. Otos Muro de Alcoy és Gaianes községekkel határos. Lakosainak száma 440 fő (2024).

## Népesség
A település népessége az utóbbi években az alábbiak szerint változott:
| Lakosok száma | 517  | 504  | 520  | 495  | 470  | 462  | 450  | 434  | 428  | 440  |
|               | 2001 | 2004 | 2007 | 2009 | 2012 | 2014 | 2017 | 2019 | 2022 | 2024 |